# 2015년 대한민국
이 문서는 2015년 대한민국에서 일어난 사건을 다룬다.

## 재임자
- 대통령 : 박근혜
- 국무총리 :
  - 정홍원 (~ 2월 16일)
  - 이완구 (2월 17일 ~ 4월 27일)
  - 최경환 (4월 27일 ~ 6월 17일, 직무대행)
  - 황교안 (6월 18일 ~ )

### 광역지방자치단체장

#### 특별시·광역시·특별자치시장
- 서울특별시장 : 박원순 (새정치민주연합)
- 부산광역시장 : 서병수 (새누리)
- 대구광역시장 : 권영진 (새누리)
- 인천광역시장 : 유정복 (새누리)
- 광주광역시장 : 윤장현 (새정치민주연합)
- 대전광역시장 : 권선택 (새정치민주연합)
- 울산광역시장 : 김기현 (새누리)
- 세종특별자치시장 : 이춘희 (새정치민주연합)

#### 도지사
- 경기도지사 : 남경필 (새누리)
- 강원도지사 : 최문순 (새정치민주연합)
- 충청북도지사 : 이시종 (새정치민주연합)
- 충청남도지사 : 안희정 (새정치민주연합)
- 전라북도지사 : 송하진 (새정치민주연합)
- 전라남도지사 : 이낙연 (새정치민주연합)
- 경상북도지사 : 김관용 (새누리)
- 경상남도지사 : 홍준표 (새누리)
- 제주특별자치도지사 : 원희룡 (새누리)

## 사건
- 1월 8일 - 인천광역시 연수구 송도국제도시에 있는 아파트내 어린이집에서 보육교사가 4살배기 아이를 폭행하는 사건이 발생했다.
- 1월 10일 - 경기도 의정부시 의정부동의 아파트에서 대형화재가 발생하여 4명이 사망하고 124명이 부상당하였다.
- 1월 12일 - 경기도 파주시 LG디스플레이 공장에서 질소 가스누출이 발생해 6명의 사상자가 발생하였다.
- 1월 13일 - 경기도 안산시에서 인질극이 발생해 2명이 피살되었다.
- 1월 16일 - 강원도 횡성군 공근면 공근리에 있는 중앙고속도로 부산방면 350 km 지점에서 47중 추돌사고가 발생하였다.
- 1월 26일 - 대법원 2부는 1974년에 발생한 울릉도 간첩단 사건으로 처벌받은 5명의 재심에서 41년만에 전원 무죄를 선고한 원심을 확정지었다.
- 2월 1일 - 대한민국 해군 제9잠수함전단이 소장급 장교가 지휘하는 잠수함사령부로 승격되었다.
- 2월 11일 - 인천광역시 영종대교에서 106중 연쇄 추돌 사고가 발생하였다. 이 사고로 2명이 사망하고 65명이 부상을 입었다.
- 2월 13일 -  경기도 평택시에 위치한 한국양계농협의 달걀 가공공장에서 폐기물 달걀의 재사용 및 비위생적인 가공 실태가 드러나 큰 파문이 일어났다.
- 2월 16일 - 대한민국과 일본이 체결한 통화 스와프가 14년만에 중단되었다.
- 2월 26일
  - 대한민국 헌법재판소가 1953년 제정된 간통죄를 위헌으로 판결했다.
  - 대한민국과 체코 공화국이 양국 관계를 전략적 동반자 관계로 격상하기로 합의했다.
- 2월 27일 - 경기도 화성시 남양읍의 한 주택서 총격사건이 일어나 5명이 사망하였다.
- 3월 3일 - 국회에서 부정청탁 및 금품등 수수의 금지에 관한 법률이 통과되었다.
- 3월 5일 - 서울특별시 종로구 세종문화회관에서 마크 리퍼트 주한 미국 대사가 김기종의 흉기에 부상당하는 사건이 발생했다.
- 3월 13일 - 전라남도 신안군 가거도에서 해양경찰 소속 헬기가 추락해 3명이 사망하고 1명이 실종되었다.
- 3월 19일 - 경기도 시흥시 정왕동 배곶신도시 부근에서 경비행기가 비상착륙하였으나 탑승객 2명은 모두 무사하였다.
- 3월 22일 - 대한민국 인천광역시 강화군 소재 동막해수욕장 부근에 마련된 야영지(캠핑장)에서 화재 사고가 발생하여 5명이 사망하고, 2명이 부상을 입었다.
- 3월 23일 - 대한민국과 뉴질랜드가 정식으로 자유무역협정에 정식으로 서명하였다.
- 3월 25일 - 경기도 용인시 남사면의 한 도로공사 상판이 붕괴되어서 1명이 사망하고 15명의 구조되었다.
- 3월 26일 - 대한민국의 다섯번째 다목적실용위성인 아리랑 3A호가 러시아의 야스니 발사장(Yasny launch base)에서 성공적으로 발사됐다.
  - 대한민국이 아시아인프라투자은행의 정식 가입을 결정지었다. 이렇게 해서 35번째 가입국이 되었다.
- 4월 7일
  - 전라남도 무안군 무안국제공항에서 미국 공군 전투기가 불시착하였다. 이 과정에서 유독물질이 유출되었으나, 조종사 2명은 무사하였다.

## 같이 보기
- 2015년 대한민국의 영화 목록